# Furgoteca

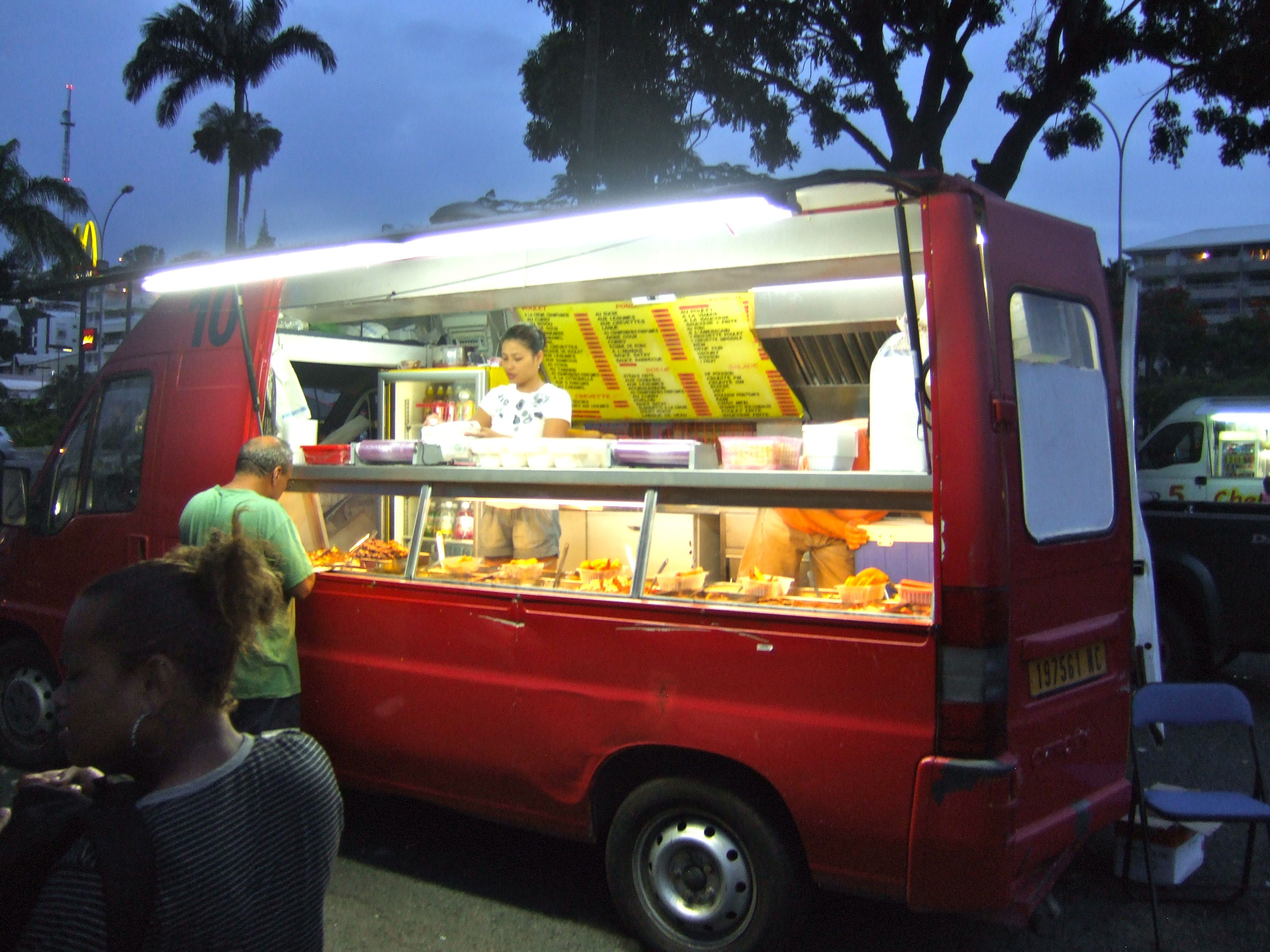
Furgoteca de menjar xinès a Nova Caledònia

Una furgoteca o camió de cuina sobre rodes és un servei de restauració que es fa en un vehicle especialment equipat per a cuinar i servir menjar al carrer. En la denominació catalana s'ha optat per camió, tot i que es pot tractar de qualsevol altre tipus de vehicle, com una camioneta, caravana, furgoneta, etc. Hi ha les paraules gastrobús i tecabús, totes alternatives per al mot anglès food truck. Es fan servir a qualsevol lloc on hi hagi demanda, com fires, festes majors, esdeveniments esportius, zones empresarials o bases militars.
És un vehicle condicionat per elaborar i vendre menjar al carrer. En alguns, com les camionetes de gelats, es preparen aliments congelats o precuinats; altres disposen de cuines a bord que permeten fer plats més elaborats.
Per norma general, el camió de cuina sobre rodes està associat amb diferents tipus de menjar ràpid com hamburgueses, frankfurts, tacos o xurros, entre d'altres. Certes tenen una tradició més que centenària, com les dues furgoteques davant del Belfort de Bruges, que hi venen patates fregides des de 1897, molt anteriors a l'anglicisme de moda dels food trucks. No obstant això, en els darrers temps alguns cuiners de Califòrnia, als Estats Units, van canviar el concepte cap a restaurants itinerants amb plats més elaborats. Des de llavors han sorgit opcions que ofereixen plats gourmet i una àmplia varietat d'especialitats, la qual cosa ha incrementat la popularitat d'aquest tipus de serveis.
Als Països Catalans, el 2017 es va organitzar la primera «fira de furgoteques» a Salt, amb uns trenta camions. Segons el diari Ara són vehicles amables, basats en una estètica simpàtica, fresca i creativa. Han nascut com un divertiment, però l'acceptació ha convertit el fenomen en un gran negoci.